# Ribioc
Ribioc (cyr. Рибиоц) – wieś w Bośni i Hercegowinie, w Republice Serbskiej, w gminie Rogatica. W 2013 roku liczyła 10 mieszkańców.